# Saszo Angełow
Saszo Michajłow Angełow (bułg. Сашо Михайлов Ангелов, ur. 15 czerwca 1969 roku w Byłgarskim Sliwowie) – bułgarski piłkarz, występujący na pozycji środkowego obrońcy lub defensywnego pomocnika, oraz trener piłkarski.
Jest mężem byłej koszykarki Pepy Bożinowej oraz ojczymem Walerego Bożinowa, również piłkarza, reprezentanta Bułgarii.

## Kariera piłkarska
Jest wychowankiem Lokomotiwu Gorna Oriachowica, w którego barwach łącznie grał przez prawie jedenaście sezonów. Kiedy miał osiemnaście lat, klub wywalczył awans do ekstraklasy; w kolejnych sezonach zadaniem szkoleniowców była walka o utrzymanie w lidze.
W 1993 roku Angełow przeniósł się do Botewu Płowdiw, z którym osiągnął największe sukcesy - dwukrotnie zajął trzecie miejsce w tabeli i raz grał w finale Pucharu Bułgarii.
Od drugiej połowy lat 90., jeśli nie liczyć półrocznego epizodu w CSKA Sofia, występował w klubach albo broniących się przed spadkiem z ligi (Dobrudża Dobricz), albo w zespołach drugoligowych (Etyr Wielkie Tyrnowo, ponownie Botew, Akademik Sofia), a nawet na Malcie i w Albanii.
W reprezentacji Bułgarii rozegrał jedenaście meczów; był poważnym kandydatem do kadry na Mundial 1994 (na którym podopieczni Dimityra Penewa zajęli czwarte miejsce), jednak odpadł w ostatniej fazie selekcji.

## Sukcesy piłkarskie
- awans do I ligi 1986–1987 z Lokomotiwem Gorna Oriachowica
- III miejsce w lidze 1993–1994 i 1994–1995, finał Pucharu Bułgarii 1994 oraz awans do I ligi 2001–2002 z Botewem Płowdiw

## Kariera szkoleniowa
Pracę szkoleniową zaczynał w trzecioligowej Czumerni Elena i drugoligowym Etyrze Wielkie Tyrnowo.
Od 2009 roku jest trenerem Botewu Wraca, z którym w rozgrywkach 2008–2009 awansował do drugiej ligi. Dwa sezony później wprowadził ten klub do ekstraklasy, wyprzedzając m.in. Etyr Wielkie Tyrnowo, Sportist Swoge i Wichren Sandanski. Botew powrócił do najwyższej ligi rozgrywkowej po dwudziestu jeden latach. Jednak Angełow został zwolniony w połowie września 2011, po porażce 2:4 z FK Montana. Prowadził zespół w pięciu meczach ligowych, z których Botew przegrał cztery. Jego następcą został Atanas Dżambazki.

## Sukcesy szkoleniowe
- awans do ekstraklasy w sezonie 2010–2011 z Botewem Wraca